# Hartmut Jericke
Hartmut Jericke (* 1958 in Stuttgart) ist ein deutscher Historiker.
Nach einer kaufmännischen Berufsausbildung und dem Abitur über den Zweiten Bildungsweg absolvierte Jericke ein Studium der Geschichte, Anglistik, Politikwissenschaften und Philosophie an den Universitäten Stuttgart, Hohenheim und Wien, das er mit einer Promotion zum Dr. phil. in Wien 1997 abschloss. Er ist Autor mehrerer wissenschaftlicher Publikationen zur Reichsgeschichte und insbesondere zur Geschichte der Stauferzeit. Seit 2003 ist er als Dozent an verschiedenen Bildungseinrichtungen tätig, lehrt dort Geschichte und Philosophie und ist Referent über Themen zur deutschen und europäischen Geschichte mit Schwerpunkten auf der Geschichte des Mittelalters und der abendländischen Philosophie.

## Schriften (Auswahl)
- Kaiser Heinrich VI. Der unbekannte Staufer (= Persönlichkeit und Geschichte. Bd. 167). Gleichen/Zürich 2008, ISBN 978-3-7881-0158-9.
- Begraben und vergessen? Tod und Grablege der deutschen Könige. 3 Bde. DRW-Verlag, Leinfelden-Echterdingen 2005–2007.
  - Bd. 1: Von den Anfängen bis zum Ende der Stauferzeit (1273), ISBN 3-87181-020-7;
  - Bd. 2: Von König Rudolf von Habsburg bis Kaiser Rudolf II. (1291–1612), ISBN 3-87181-023-1;
  - Bd. 3: Von Kaiser Matthias bis Kaiser Wilhelm II. (1619–1941), ISBN 3-87181-024-X.
- Imperator Romanorum et Rex Siciliae. Kaiser Heinrich VI. und sein Ringen um das normannisch-sizilische Königreich. Frankfurt/M. u. a. 1997, ISBN 3-631-32572-X.